# Le Tronquay (Eure)
Pour les articles homonymes, voir Le Tronquay.
Le Tronquay est une commune française située dans le département de l'Eure, en région Normandie.

## Géographie
C'est une petite commune située dans le pays de Lyons-Andelle à un peu plus de 100 km de Paris et 30 km de Rouen, dans la forêt de Lyons, la plus grande hêtraie d'Europe. Située sur le plateau limité par l'Andelle et la Lieure, le bourg se trouve à la limite Sud du territoire communal. La commune est occupée par deux zones importantes de forêt, l'une à l'ouest, l'autre au centre-nord.

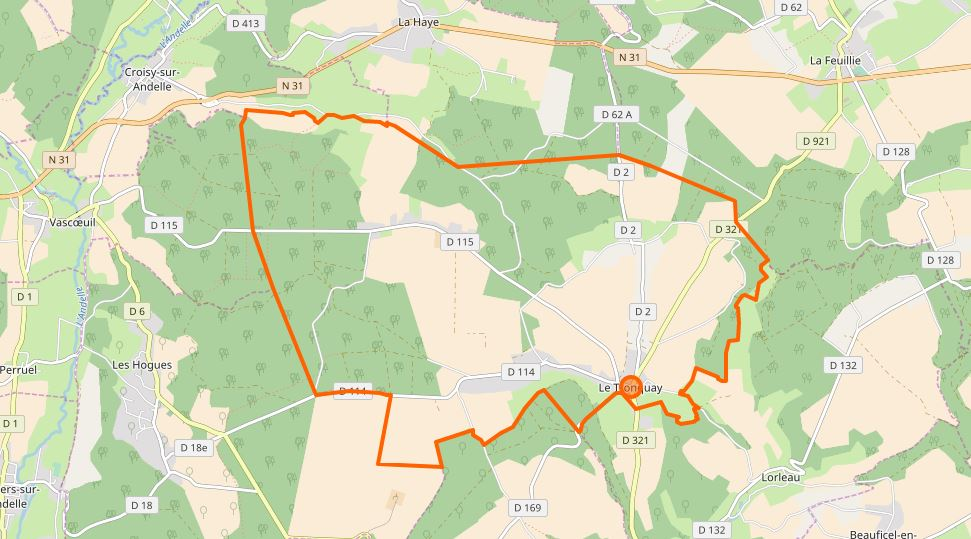
Limite communale

Le Tronquay possède plusieurs lieux-dits et fermes :
- les Célestins. Le fief de la Rosière prit le nom des célestins au milieu du XVIe siècle, lorsque Jeanne Havart[1], épouse de Guillaume V de Bricqueville[2], le vendit aux célestins de Rouen. À la disparition du couvent des célestins en 1783, les biens furent réunis au séminaire Saint-Nicaise de Rouen ;
- les Cornets ;
- la Grand-Fray[3] Fief en 1579 de Philippe d'Alcrippe ;
- la Motte. Élevée selon la tradition lors de la guerre de Cent Ans par les Anglais, elle se composait d'une butte et d'une fortification ;
- le Fresnay. Au XVIIIe siècle, le Fresnay appartenait en partie à M. de la Garenne ;
- les Landez ;
- les Callouettes ;
- les Brûlins. Ce nom semble indiquer qu'un incendie aurait détruit une partie de la forêt sur laquelle le nouveau fief allait être installé. L'existence du fief est attesté en 1588. Le propriétaire, Martin Anquetil, procureur du roi au Parlement, demande la construction d'un colombier à pied. À la fin du XVIe siècle, début XVIIe siècle, il passe à la famille Hallé. Milieu XVIIe siècle, il devient la propriété de Robert Dieupart, pour appartenir à M. de Limoges au XVIIIe siècle ;
- le Bâtiment. Le manoir est un logis du XVIIIe siècle et appartenant à cette époque à la famille de Limoges[4], dont deux membres furent abbés de l'Isle-Dieu ;
- la Garenne. Triège[5] sis au Fresnay, propriété de Thomas d'Aussy, sieur de la Garenne, anobli en 1643. Le manoir appartient en 1753 à la famille Lefranc d'Assignies. La chapelle du XVIIe siècle est aujourd'hui détruite.

| Croisy-sur-Andelle (Seine-Maritime) | La Haye (Seine-Maritime) | La Feuillie (Seine-Maritime) |
| Vascœuil, Les Hogues                | Tronquay                 | Lorleau                      |
|                                     | Lyons-la-Forêt           |                              |

### Hydrographie
La commune est située dans le bassin Seine-Normandie. Elle n'est drainée par aucun cours d'eau,.

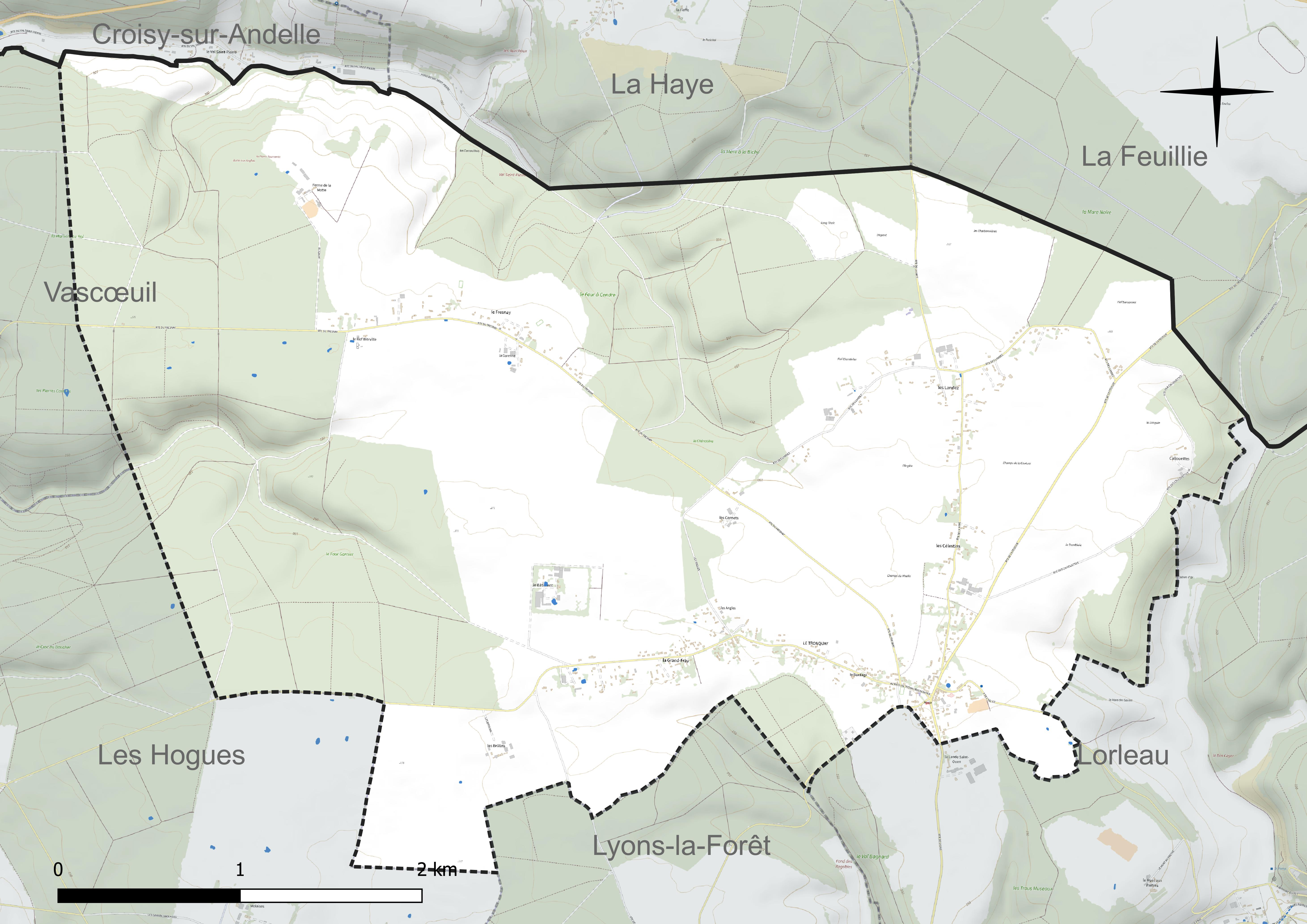
Réseau hydrographique du Tronquay.

### Climat
Pour des articles plus généraux, voir Climat de la Normandie et Climat de l'Eure.
En 2010, le climat de la commune est de type climat océanique dégradé des plaines du Centre et du Nord, selon une étude du CNRS s'appuyant sur une série de données couvrant la période 1971-2000. En 2020, Météo-France publie une typologie des climats de la France métropolitaine dans laquelle la commune est exposée à un climat océanique et est dans la région climatique Côtes de la Manche orientale, caractérisée par un faible ensoleillement (1 550 h/an) ; forte humidité de l’air (plus de 20 h/jour avec humidité relative> 80 % en hiver), vents forts fréquents. Parallèlement le GIEC normand, un groupe régional d’experts sur le climat, différencie quant à lui, dans une étude de 2020, trois grands types de climats pour la région Normandie, nuancés à une échelle plus fine par les facteurs géographiques locaux. La commune est, selon ce zonage, exposée à un « climat contrasté des collines », correspondant au Pays de Bray, bien arrosé et frais.
Pour la période 1971-2000, la température annuelle moyenne est de 10,1 °C, avec une amplitude thermique annuelle de 14,1 °C. Le cumul annuel moyen de précipitations est de 821 mm, avec 12,6 jours de précipitations en janvier et 8,7 jours en juillet. Pour la période 1991-2020, la température moyenne annuelle observée sur la station météorologique la plus proche, située sur la commune d'Étrépagny à 16 km à vol d'oiseau, est de 11,3 °C et le cumul annuel moyen de précipitations est de 774,0 mm,. Pour l'avenir, les paramètres climatiques de la commune estimés pour 2050 selon différents scénarios d’émission de gaz à effet de serre sont consultables sur un site dédié publié par Météo-France en novembre 2022.

## Urbanisme

### Typologie
Au 1er janvier 2024, Le Tronquay est catégorisée commune rurale à habitat dispersé, selon la nouvelle grille communale de densité à 7 niveaux définie par l'Insee en 2022.
Elle est située hors unité urbaine. Par ailleurs la commune fait partie de l'aire d'attraction de Rouen, dont elle est une commune de la couronne,. Cette aire, qui regroupe 317 communes, est catégorisée dans les aires de 200 000 à moins de 700 000 habitants,.

### Occupation des sols
L'occupation des sols de la commune, telle qu'elle ressort de la base de données européenne d’occupation biophysique des sols Corine Land Cover (CLC), est marquée par l'importance des territoires agricoles (53 % en 2018), en diminution par rapport à 1990 (56,7 %). La répartition détaillée en 2018 est la suivante :
terres arables (42,5 %), forêts (41,8 %), zones agricoles hétérogènes (5,6 %), prairies (4,9 %), zones urbanisées (3,1 %), milieux à végétation arbustive et/ou herbacée (2,1 %). L'évolution de l’occupation des sols de la commune et de ses infrastructures peut être observée sur les différentes représentations cartographiques du territoire : la carte de Cassini (XVIIIe siècle), la carte d'état-major (1820-1866) et les cartes ou photos aériennes de l'IGN pour la période actuelle (1950 à aujourd'hui).

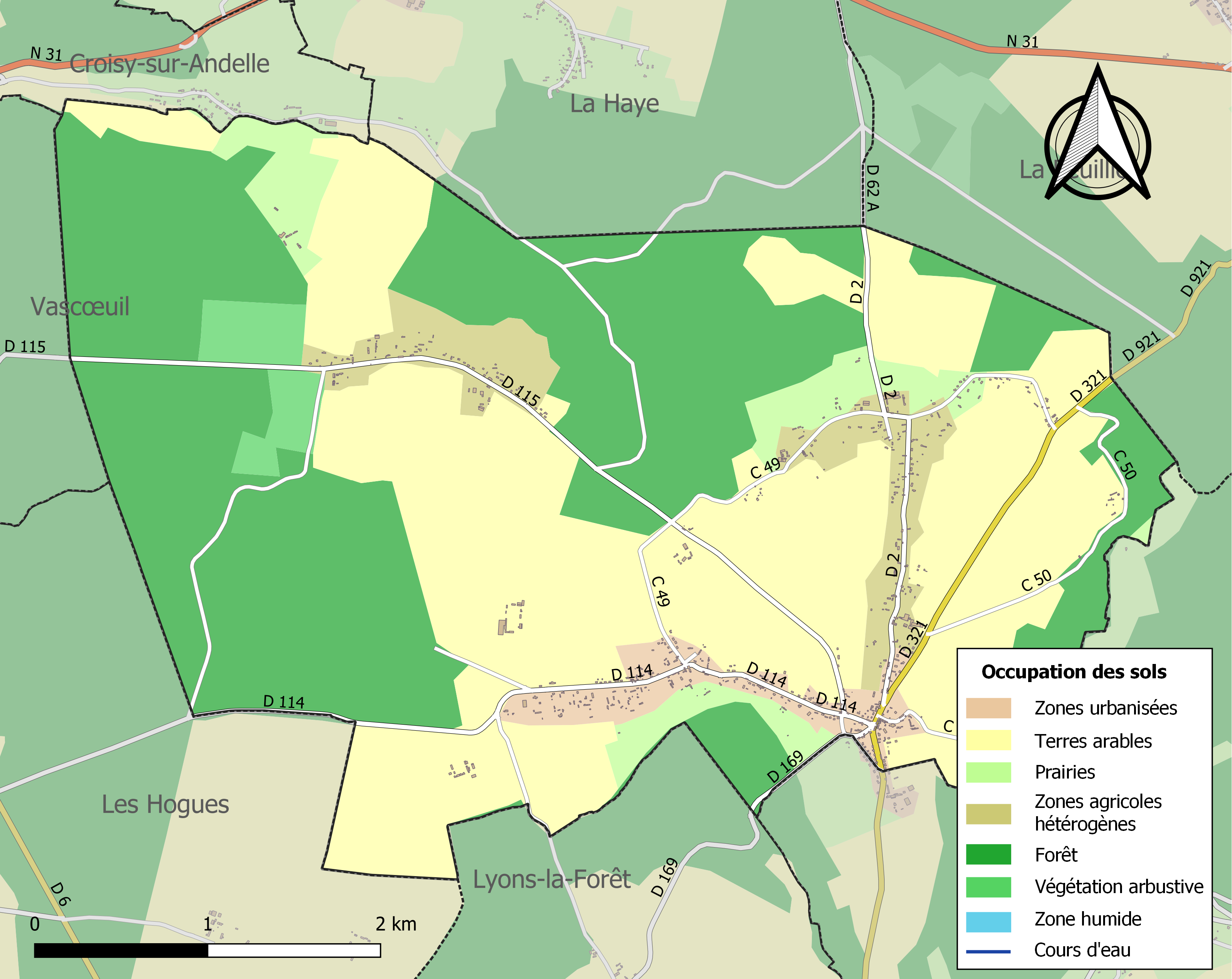
Carte des infrastructures et de l'occupation des sols de la commune en 2018 (CLC).

## Toponymie
Le lieu est mentionné sous la forme latinisée Troncheium vers 1188 (reg. Phil. Aug.),
Trunkeium en 1197 (charte de Gautier, archev. de Rouen), Tronqueium en 1206, Truncheium en 1208, Tronquetum en 1248, Tronqueum en 1250, Trunqueium en 1250 (cartulaire de l’Isle-Dieu), Tronquoy en 1321 (cartulaire de l’Isle-Dieu), Le Tronquoy en 1754 (Dict. des postes), Tronquai-en-Lions 1828 (Louis Du Bois)
La présence de l'article indique qu'il ne s'agit pas d'une formation très ancienne, romane en tout cas : on y reconnait le mot tronc, attesté pour la première fois chez Wace en 1155 (trunc), c'est-à-dire de façon quasiment contemporaine à « Tronquay ». Ce terme est issu du gallo-roman *TRUNCU qui remonte au latin truncus « tronc, souche ».
Le second élément est le suffixe masculin bien connu -ay (parfois graphié -ey ou -et) et qui « sert généralement à désigner un ensemble d'arbres appartenant à la même espèce » (cf. Le Quesnay, Le Saussay, etc.), sa forme féminine -aye a donné le suffixe moderne -aie (cf. chênaie, saulaie, etc.). Il remonte au gallo-roman -ETU / -ETA.
Il est parfois attesté avec la phonétique plutôt picarde de Tronquoy en 1321 (cartulaire de l'abbaye de l'Isle-Dieu) à Le Tronquoy en 1754 (dictionnaire des postes), -oy étant la forme correspondant à -ey / -ay, plus répandue en Picardie et en Wallonie (cf. Le Quesnoy, Le Sauchoy).
La commune est enfin dénommée officiellement en 1828 Tronquai-en-Lions.
La signification exacte du toponyme n'est pas claire « l'endroit où il y a des troncs d'arbre », c'est-à-dire, peut-être, une « troncaie » au sens de futaie, même suffixe -aie.

## Histoire

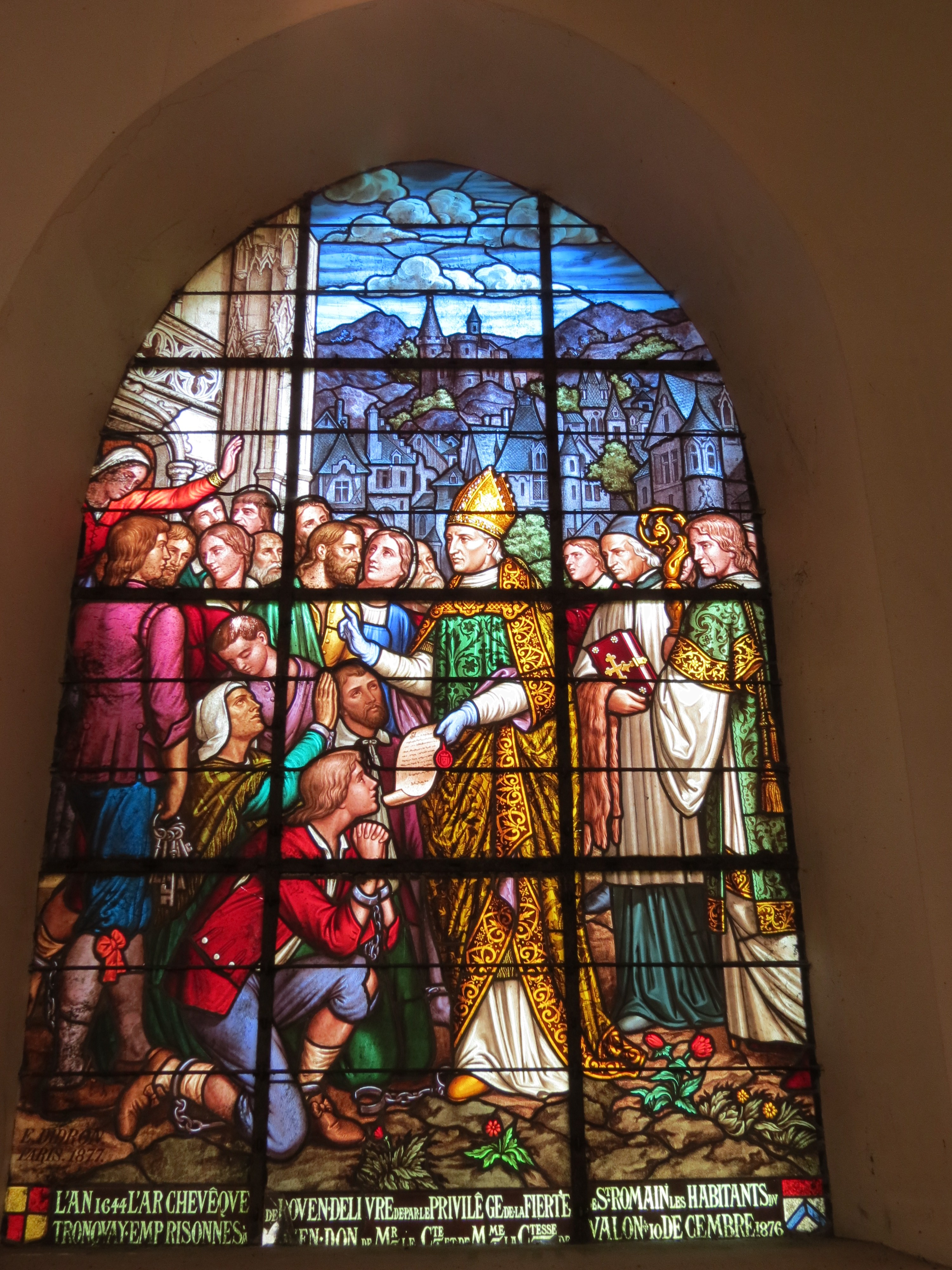
Vitrail nord du chœur de l'église Saint-Ouen de 1877 qui montre l'archevêque de Rouen délivrant par le privilège de la Fierte Saint-Romain les habitants du Tronquay, emprisonnés à Rouen après la mort du capitaine de la Fontaine du Houx.

- D'après les recherches faites par un des curés du Tronquay, la commune a vu son origine à la fin du XIe, début XIIe siècle.
- Autrefois, l'église du Tronquay relevait de l'abbaye de L'Isle-Dieu[26]. Une charte du XIIe siècle parle de l'« ancien et du nouveau territoire du Tronquay ». En 1206, Mathieu du Tronquay donna plusieurs pièces de terre à cette abbaye, qui possède le patronage de l'église. D'autres familles firent aussi des dons à cette abbaye et le roi Louis VIII de France donna un bois en 1226 où les religieux ont construit une grange aujourd'hui détruite. Le fief du Tronquay appartient de 1411 à 1421 à la famille de Beauvais, puis à celle d'Estouteville en 1438.

La guerre de Cent Ans
- Pendant la guerre de Cent Ans, le Tronquay s’est trouvé sous occupation anglaise. C’est de cette époque que daterait la motte. Les habitants du Tronquay étaient devenus très malheureux, d’une part des soldats anglais, et d’autre part à cause de la rapacité des chanoines de Rouen, jamais satisfaits. Il y eut des protestations de la part de la population. Finalement, un arrangement a pu être trouvé.

Le privilège de Saint-Romain
- Les paroissiens du Tronquay se défendent en demandant que tout homme d’armes possède un ordre du roi par écrit s’il veut séjourner et loger avec ses troupes sur le territoire de la paroisse (1640)[27]. Le sieur de la Fontaine du Houx a passé outre cet ordre. Il s’installa le 23 avril 1642 dans le pays et pilla le presbytère et d’autres maisons, ainsi que l’église. Devant la demande des habitants de présenter l’autorisation du roi, le capitaine de la Fontaine du Houx lança ses soldats contre la foule. Beaucoup furent tués, des soldats aussi et leur capitaine. Le père de la Fontaine du Houx, le chevalier de Fours prit 18 ou 20 habitants en otage et les autres en résidence surveillée. Ceux qui ont pu fuir se sont réfugiés dans la forêt. Pendant deux ans, la situation stagne, quand les gens du Tronquay ont tourné leur regard vers l’église de Rouen et choisirent d’avoir recours au privilège de Saint-Romain. 15 habitants se constituèrent prisonniers dans la prison de Rouen. Après étude de leur cas, ils furent tous libérés, le privilège de Saint-Romain fonctionna en leur faveur (5 mai 1644 et 18 mai 1644)[28].

La séparation avec Les Hogues

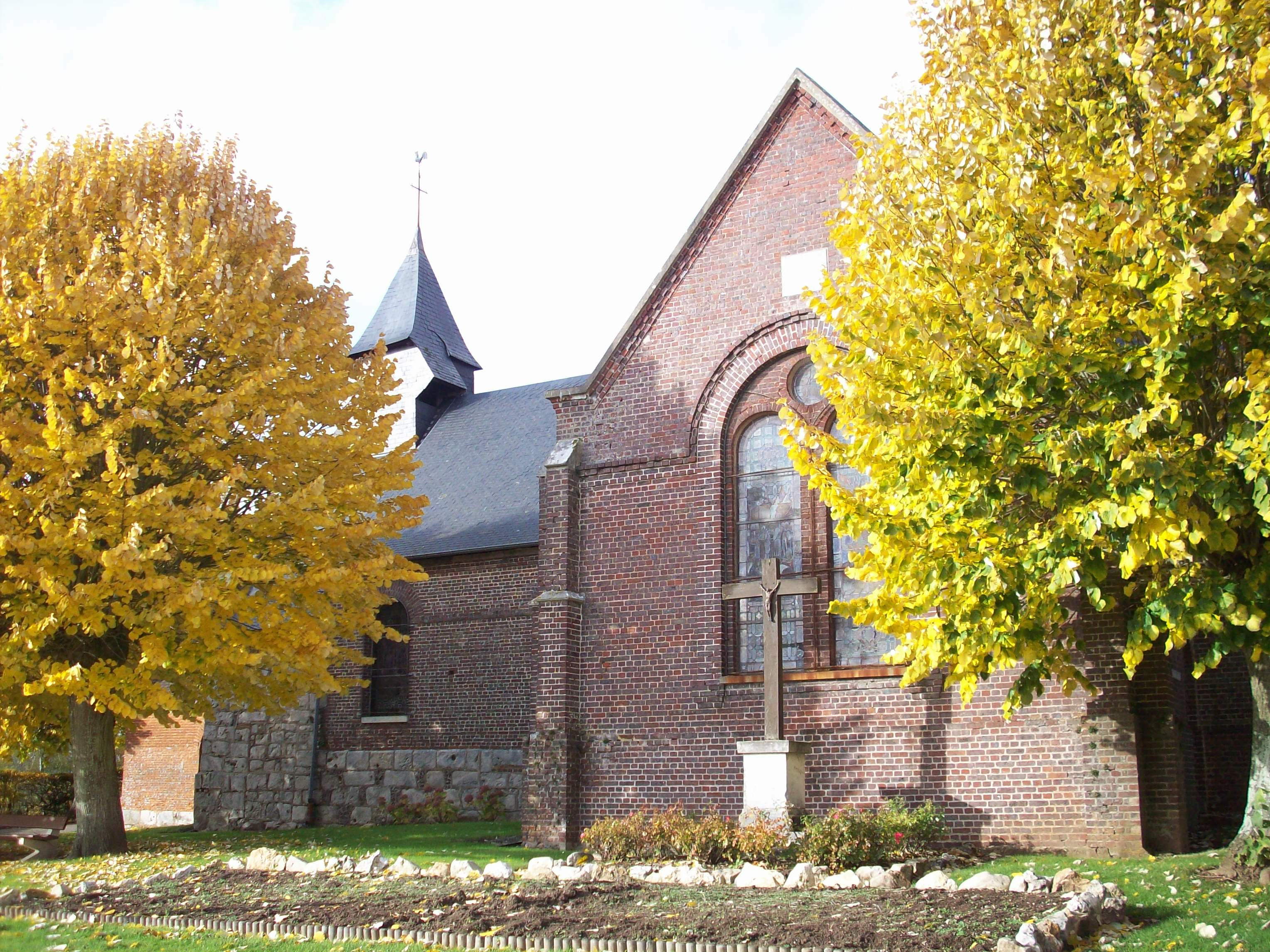
Église Saint-Mathurin des Hogues.

- Le défrichement de la forêt se prolonge jusqu'au cours du XVIIIe siècle. À cette époque, c'est monsieur de Belle-Isle qui devint seigneur et patron honoraire du Tronquay. Plus tard, le Tronquay devint propriété royale, puis du comté d'Eu et du duc de Penthièvre, dernier seigneur du Tronquay.
- En 1787, Le Tronquay se scinda en deux : Le Tronquay et Les Hogues (pour des raisons d'éloignement). Au début du XXe siècle, il y avait plusieurs sabotiers ainsi que 15 cafés.

Aujourd'hui
- Ce petit village paisible garde deux écoles primaires (regroupement scolaire avec les communes environnantes), un garage et des artisans. La fête patronale Saint-Ouen se fait tous les troisièmes dimanches de juin.

## Politique et administration
| Période                                  | Période   | Identité                        | Étiquette   | Qualité                            |
| ---------------------------------------- | --------- | ------------------------------- | ----------- | ---------------------------------- |
|                                          |           | Nicolas François Delarue        |             |                                    |
|                                          |           | Pierre Vincent Boissel          |             |                                    |
|                                          |           | L. Dubosc                       |             |                                    |
|                                          |           | P. Damours                      |             |                                    |
|                                          | 1831      | Louis François Dupuit           |             | Cultivateur                        |
| 1831                                     | 1835      | Pierre Simon                    |             | Cultivateur                        |
| 1835                                     | 1840      | Louis François Dupuit           |             | Cultivateur                        |
| 1840                                     | 1852      | Pierre Louis Séverin Boullenger |             | Cultivateur, propriétaire          |
| 1852                                     | 1858      | Félix Alexandre Duboc           |             | Rentier, démissionnaire            |
| 1858                                     | 1860      | Pierre Louis Séverin Boullenger |             | Cultivateur, propriétaire          |
| 1860                                     | 1865      | Jean Baptiste Armand Blot       |             |                                    |
| 1865                                     | 1887      | Pierre Louis Jumelin            |             | fabricant sabotier                 |
| 1887                                     | 1887      | Jacques Désir Deshayes          | Républicain | Propriétaire, démissionnaire       |
| 1887                                     | 1891      | Pierre Louis Jumelin            |             | fabricant sabotier, démissionnaire |
| 1891                                     | 1892      | Alphonse Crétot                 |             |                                    |
| 1892                                     | 1896      | Célestin Gobert                 |             | Propriétaire                       |
| 1896                                     | 1898      | Hector de Folleville            |             |                                    |
| 1898                                     | 1900      | Frédéric Morin                  |             |                                    |
| 1900                                     | 1912      | François Bavant                 |             |                                    |
| 1912                                     | 1919      | Léon Bordin                     |             |                                    |
| 1919                                     | 1925      | Dieudonné Gueroult              |             | Propriétaire                       |
| 1925                                     | 1932      | Jules Fouquet                   |             | Cultivateur                        |
| 1932                                     | 1935      | Saintier                        |             |                                    |
| 1935                                     |           | Louis Touchard                  |             | 1866-1949                          |
| 1951                                     | 1971      | Raymond Vigreux                 | DVD         | Agriculteur, 1898-1984             |
|                                          |           | Lucien Leroux                   |             | 1923-2007                          |
| 1995                                     | mars 2014 | Marcel Le Roy                   | UMP         | docteur en médecine                |
| mars 2014                                | En cours  | Dominique Drony (1960-)         | DVD         | Agriculteur                        |
| Les données manquantes sont à compléter. |           |                                 |             |                                    |

## Démographie
L'évolution du nombre d'habitants est connue à travers les recensements de la population effectués dans la commune depuis 1793. Pour les communes de moins de 10 000 habitants, une enquête de recensement portant sur toute la population est réalisée tous les cinq ans, les populations de référence des années intermédiaires étant quant à elles estimées par interpolation ou extrapolation. Pour la commune, le premier recensement exhaustif entrant dans le cadre du nouveau dispositif a été réalisé en 2004.

En 2022, la commune comptait 525 habitants, en évolution de +2,94 % par rapport à 2016 (Eure : −0,25 %, France hors Mayotte : +2,11 %).
| 1793  | 1800  | 1806  | 1821  | 1831  | 1836  | 1841  | 1846  | 1851  |
| ----- | ----- | ----- | ----- | ----- | ----- | ----- | ----- | ----- |
| 1 471 | 1 392 | 1 395 | 1 331 | 1 225 | 1 317 | 1 249 | 1 194 | 1 207 |

| 1856  | 1861  | 1866 | 1872 | 1876 | 1881 | 1886 | 1891 | 1896 |
| ----- | ----- | ---- | ---- | ---- | ---- | ---- | ---- | ---- |
| 1 097 | 1 059 | 977  | 911  | 880  | 817  | 805  | 723  | 662  |

| 1901 | 1906 | 1911 | 1921 | 1926 | 1931 | 1936 | 1946 | 1954 |
| ---- | ---- | ---- | ---- | ---- | ---- | ---- | ---- | ---- |
| 603  | 577  | 546  | 488  | 492  | 510  | 465  | 474  | 460  |

| 1962 | 1968 | 1975 | 1982 | 1990 | 1999 | 2004 | 2006 | 2009 |
| ---- | ---- | ---- | ---- | ---- | ---- | ---- | ---- | ---- |
| 464  | 392  | 403  | 372  | 410  | 391  | 449  | 469  | 485  |

| 2014 | 2019 | 2022 | - | - | - | - | - | - |
| ---- | ---- | ---- | - | - | - | - | - | - |
| 513  | 513  | 525  | - | - | - | - | - | - |

- 1786 = 3000
- 1787 = 1027[34]

## Lieux et monuments
- Église paroissiale[35] Saint-Ouen[36] (XIIe siècle-XVIe siècle-XVIIe siècle), en rangée de briques et de grès, sacristie en brique de 1776 ;
- plusieurs fermes-manoirs parmi lesquels le manoir de Célestins[37], le manoir du Bâtiment (lieu-dit)[38], le manoir de la Garenne[39] ou encore le manoir des Brûlins[40].
- monument celtique dit de la Pierre tournante du Fresnay[41] ;
- motte dite la Butte aux Anglais[42],[43] (près du hameau de la Motte). Les Anglais avaient élevé une butte cernée par un fossé, point d'observation de la route reliant Rouen à Gournay. Site non fouillé et rattaché à la période de la guerre de Cent Ans.

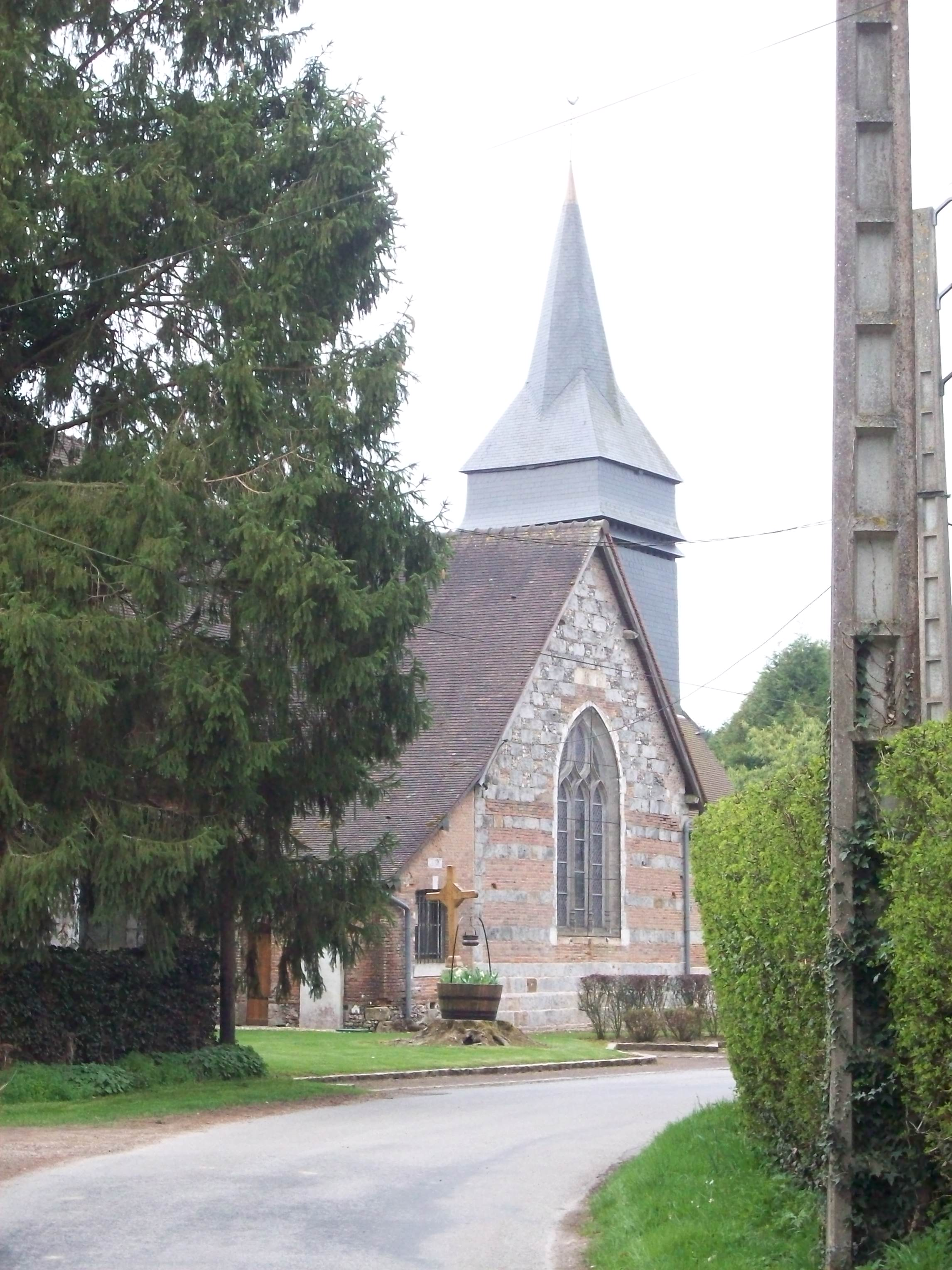
Église Saint-Ouen.
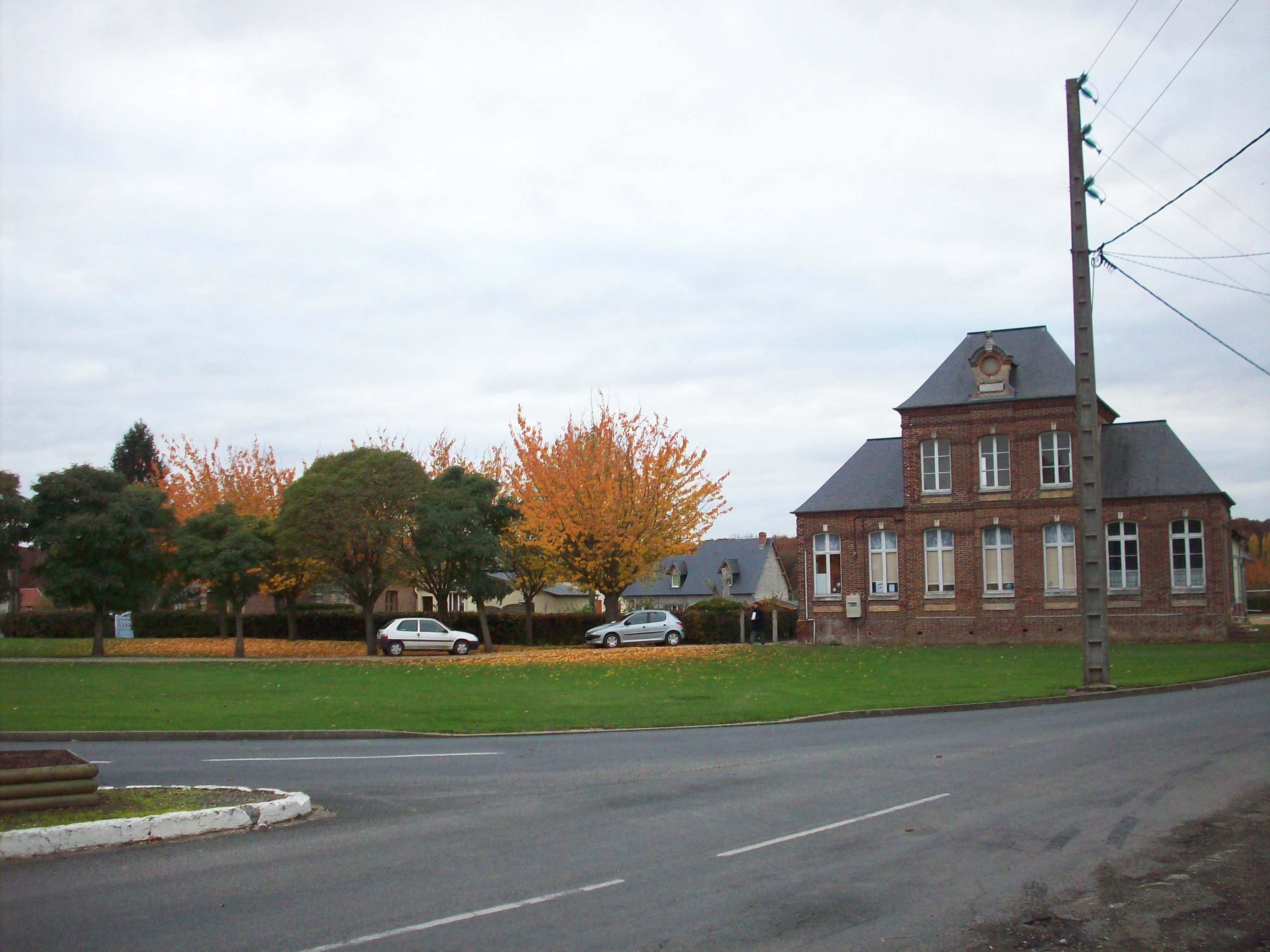
Place.
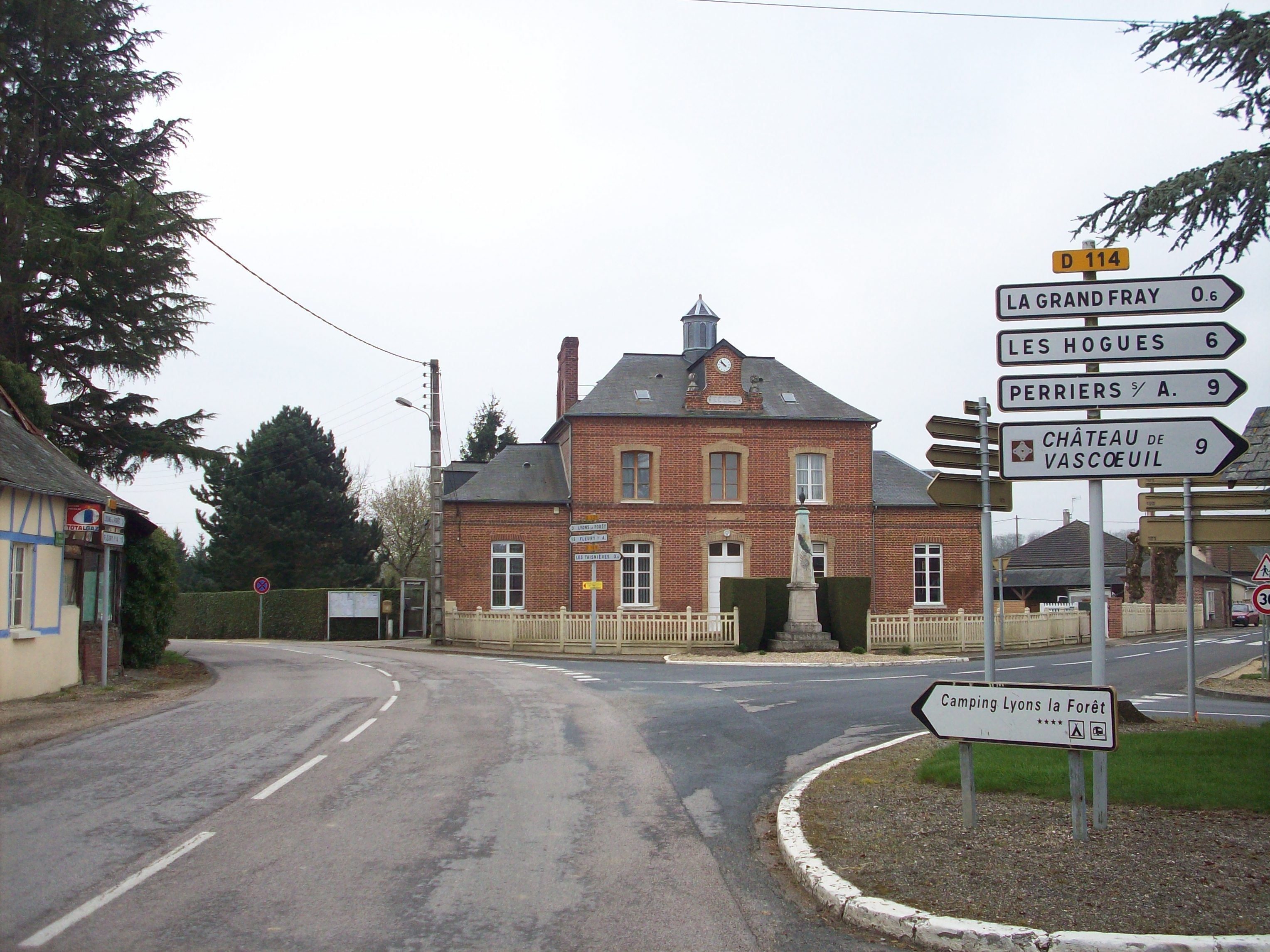
Mairie et école primaire.
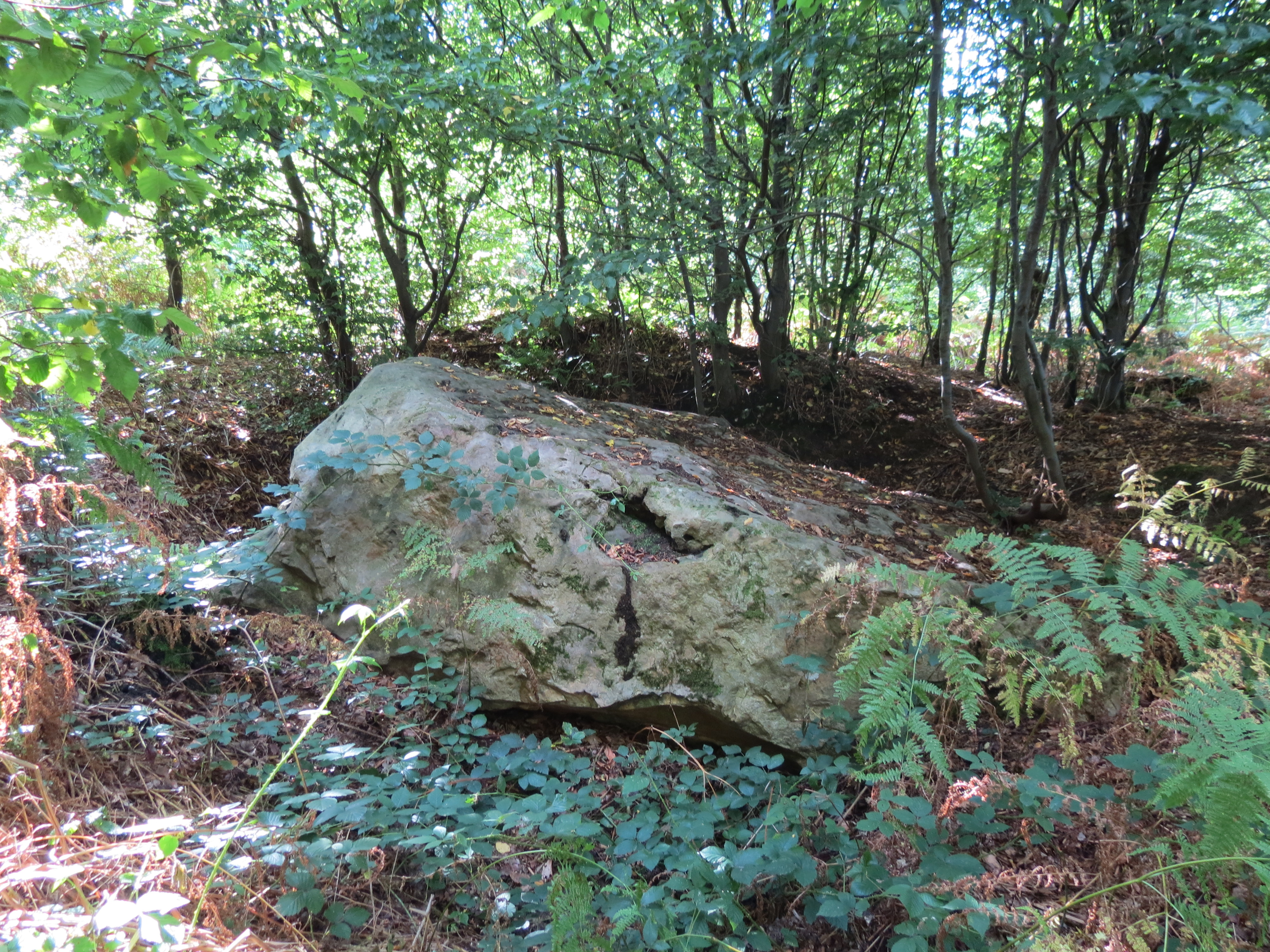
La Pierre tournante.
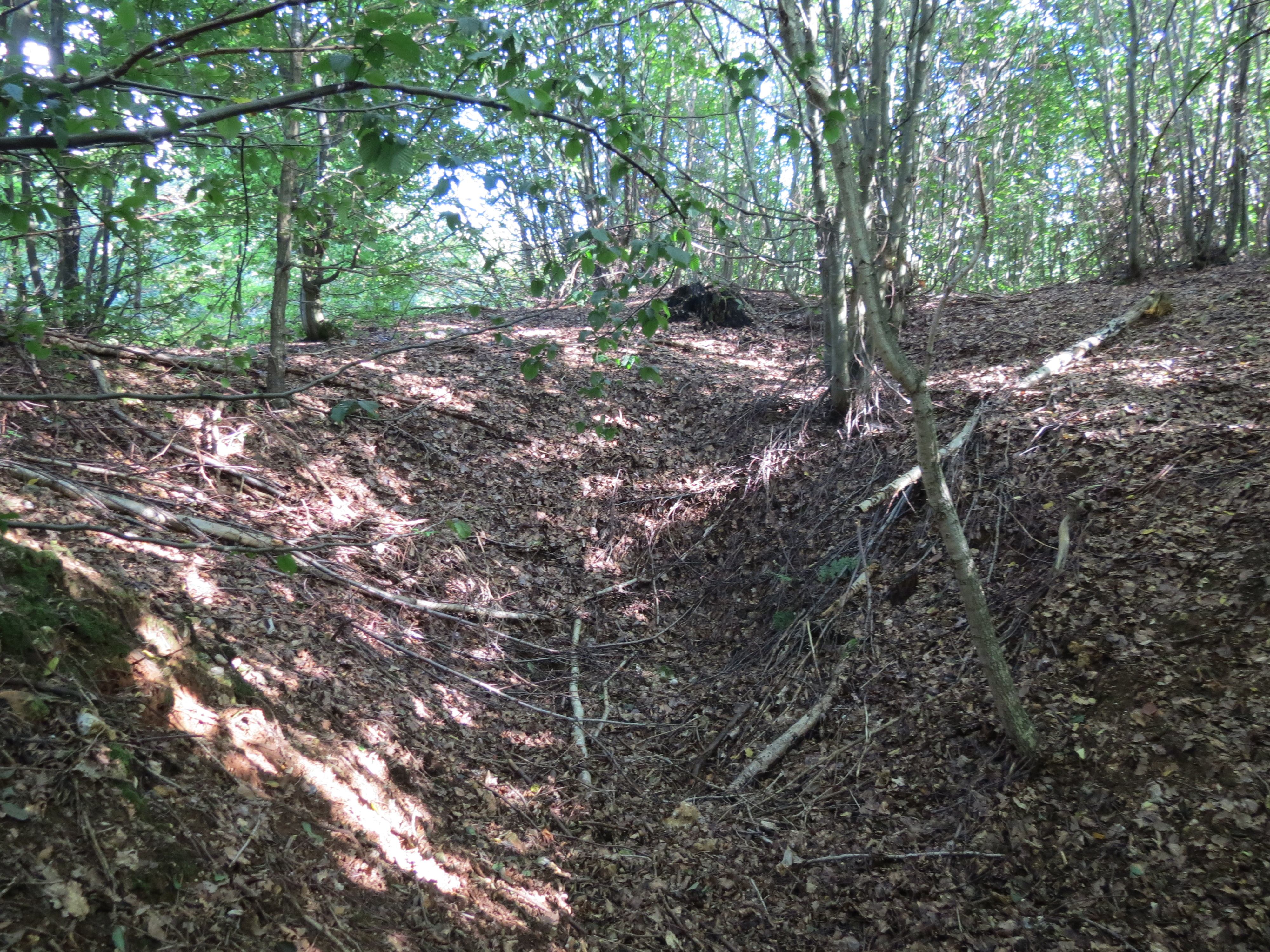
Butte aux Anglais.

## Personnalités liées à la commune
- Pierre Guarin (Le Tronquay, 1678 - Saint-Germain-des-Prés, 1729), bénédictin hébraïsant.
- Nicolas Brémontier (Le Tronquay, 1738 - Paris, 1809), inspecteur général des ponts et chaussées. Il appliqua le premier en France, le moyen de fixer les sables mouvants par des plantations de pins maritimes. Une stèle est érigée en son honneur et une partie de la RD114 est nommée avenue Brémontier.
- Auguste-François-Joseph de Caze (Paris, 1783 - Le Tronquay, 1859). Ancien négociant, il entre à l'Académie des sciences, belles-lettres et arts de Rouen en 1833[44]. Il meurt dans sa maison de campagne le 20 octobre 1859[45].
- Éleonor Lebas (Lyons-la-Forêt, 1799 - Le Tronquay, 1872), notaire à Rouen. Il a été ancien adjoint au maire de Rouen et conseiller municipal du Tronquay.